# Rhodonematella
Rhodonematella, rod crvenih algi u porodici Rhodophysemataceae, dio reda Palmariales. Jedina vrsta je morska alga Rhodonematella subimmersa uz obale Azije (Koreja, Kina, Japan), Sjeverne Amerike (Britanska Kolumbija, Oregon, Kalifornija, Meksiko).

## Sinonimi
- Rhodochorton subimmersum Setchell & N.L.Gardner 1903, bazionim
- Acrochaetium subimmersum (Setchell & N.L.Gardner) Papenfuss 1945
- Audouinella subimmersa (Setchell & N.L.Gardner) Garbary & Rueness 1980
- Colaconema subimmersum (Setchell & N.L.Gardner) P.W.Gabrielson 2004

## Vanjske poveznice
- Recognition of Rubrointrusa membranaceagen. et comb. nov., Rhodonematella subimmersagen. et comb. nov. (with a reinterpretation of the life history) and theMeiodiscaceae fam. nov. within the Palmariales (Rhodophyta)

|  | Zajednički poslužitelj ima još gradiva o temi Rhodonematella |
|  | Wikivrste imaju podatke o taksonu Rhodonematella             |